# Nižná Sitnica
Nižná Sitnica es un municipio del distrito de Humenné en la región de Prešov, Eslovaquia, con una población estimada a final del año 2024 de 303 habitantes.
Se encuentra ubicado al sureste de la región, cerca de los ríos Cirocha y Laborec (cuenca hidrográfica del río Tisza) y de la frontera con la región de Košice.

## Demografía
| Año        | 1994 | 2004    | 2014     | 2024    |
| ---------- | ---- | ------- | -------- | ------- |
| Población  | 368  | 365     | 328      | 303     |
| Diferencia |      | −0,81 % | −10,13 % | −7,62 % |

| Año        | 2023 | 2024 |
| ---------- | ---- | ---- |
| Población  | 300  | 303  |
| Diferencia |      | +1 % |